# Zygmunt Ellenberg
Zygmunt (Zelig) Ellenberg (ur. 23 lutego 1896 w Kołomyi, zm.?) – nauczyciel łódzkich żydowskich szkół średnich, działacz syjonistyczny, samorządowy, sportowy.

## Życiorys
Zygmunt Ellenberg był synem Mordechaja, kupca. Uczęszczał do gimnazjum w Kołomyi, legitymował się świadectwem dojrzałości uzyskanym we Lwowie. Na uniwersytecie wiedeńskim ukończył studia filozofii i prawa, tam też uzyskał doktorat z prawa. 
Od wczesnej młodości był aktywnym działaczem ruchu syjonistycznego „Cejrei Sjon” (Młodzież Syjonu), znanym w Galicji. Został przewodniczącym wiedeńskiego komitetu wykonawczego Światowej Organizacji Ha-Szomer Ha-Cair i jednym z organizatorów żydowskiej syjonistycznej partii pracy „Hitachdut” w Małopolsce, jej delegatem na międzynarodowe kongresy syjonistyczne w Karlovych Varach i Wiedniu oraz członkiem komitetu centralnego partii.
Był jednym z założycieli i pierwszym redaktorem krakowskiego „Nowego Dziennika” polskojęzycznej gazety żydowskiej wydawanej w Krakowie w latach 1918-1939. W 1921 przybył do Łodzi i przez wiele lat był nauczycielem historii i geografii w Gimnazjum Żeńskim Towarzystwa Żydowskich Szkół Średnich. Od 1934 zajmował stanowisko dyrektora II Gimnazjum Męskiego Towarzystwa Żydowskich Szkół Średnich przy ul. Magistrackiej (obecnie ul. Aleksandra Kamińskiego) 22 w Łodzi.
W latach 1921–1922 był sekretarzem generalnym Towarzystwa Żydowskich Szkół Średnich w Łodzi. W 1930 został członkiem dyrektoriatu organizacji „Keren ha-Jesod”. Był przedstawicielem Światowego Związku „Makkabi” na województwo łódzkie i prawdopodobnie inicjatorem założenia w kwietniu 1924 w Łodzi Żydowskiego Klubu Sportowego „Makabi”. Był prezesem Okręgowego Związku „Makkabi”w Łodzi.
W latach 1930–1935 był redaktorem „Miesięcznika Żydowskiego”. W 1934 został wybrany zastępcą radnego z list żydowskich, tego samego roku został również wybrany w skład komendy łódzkiego kenu (odpowiednika hufca w harcerstwie) Ha-Szomer Ha-Cair.
W 1936 z listy Bloku Syjonistycznego wybrany został członkiem Rady Miejskiej w Łodzi (razem z Zurechem Sztrauchem).

## Publikacje
- Żydzi i początki szkolnictwa powszechnego w Łodzi (1806-1864). Przyczynek do dziejów szkolnictwa oraz ludności żydowskiej m. Łodzi, zamieszczony w Sprawozdanie Gimnazjum Żeńskiego Towarzystwa Żydowskich Szkół Średnich w Łodzi za rok szkolny 1929/1930 i w osobnej nadbitce (Łódź 1930)[8].

## Życie prywatne
W 1937 mieszkał przy ul. G. Narutowicza 96.
Według informacji Feliksa Birnbauma wyjechał w 1937 do Palestyny i pracował tam jako dyrektor gimnazjum w Tel Awiwie. Tymczasem Ellenberg w 1939 nadal przebywał w Łodzi. 